# فهرست والیان کنر
جدول زیر فهرست والیان ولایت کنر افغانستان است.

## فهرست
| والی | والی | والی               | دوره                      | جزئیات | یاداشت |
| ---- | ---- | ------------------ | ------------------------- | ------ | ------ |
|      |      | سید فضل اکبر       | ۲۰۰۱ دسامبر ۲۰۰۵          |        |        |
|      |      | اسدالله وفا        | ۲۰۰۵ ۲۰۰۶                 |        |        |
|      |      | ؟؟؟                | ؟؟؟ ۱۸ نوامبر             |        |        |
|      |      | سید فضل الله وحیدی | ۱۸ نوامبر ۲۰۰۷ ژوئیه ۲۰۱۳ |        |        |
|      |      | شجاع الملک جلاله   | ۱۵ ژوئیه ۲۰۱۳ ؟؟؟         |        |        |
|      |      | واحدالله کلیمزی    | ۲۰۱۳ سپتامبر ۲۰۲۱         |        |        |
|      |      | محمدقاسم خالد      | کنونی                     |        |        |